# Century Schoolbook
Century Schoolbook is een schreeflettertype ontworpen in 1919 door Morris Fuller Benton voor American Type Founders (ATF).
Het ontwerp is gebaseerd op de vroegere Century Expanded lettertypen waar zijn vader Linn Boyd Benton aan begonnen was, voor een opdracht om een tekst- en kopletter te ontwerpen voor The Century Magazine  uit 1890. De naam van het lettertype stamt hier nog van af.

## Ontwerp

### Century Schoolbook
Century Schoolbook is, de naam zegt het al, gebruikt in Noord-Amerikaanse schoolboeken om kinderen te leren lezen. Morris Fuller Benton paste onderzoeksresultaten toe waaruit bleek dat jonge lezers sneller lettertekens met contrasterende lijnen onderscheidden, en wel met lichtere horizontalen. Tests wezen ook uit dat lettertekens in kleinere corps makkelijker werden herkend door het omgeven wit.
Bij het ontwerp van Century Schoolbook vergrootte Benton de x-hoogte, de stokbreedte en de algemene letterspatiëring. Het origineel van ATF had geen cursieve tekenset. Latere herziene versies van Linotype en International Typeface Corporation (ITC) hebben cursief toegevoegd.
Het gebruik van het lettertype is nog populair voor tijdschriften en boeken.

### New Century Schoolbook
Dit is een herziene versie ontwikkeld tussen 1979-1981 bij Mergenthaler Linotype Company in New York, met David Berlow als ontwerper, en Matthew Carter als de maker van de Griekse tekenset. Deze lettertypefamilie heeft ook Centraal-Europese, Cyrillische, Griekse tekens, alsmede breuken.
New Century Schoolbook Roman, Italic, Bold, en Bold Italic zijn onderdeel van de PostScript Core Fonts set.

### SchoolBook
Dit lettertype is gebaseerd op Century Schoolbook, ontworpen in 1939 door een groep ontwerpers onder leiding van Evgeny Chernevsky, en er is aan gewerkt van 1949-1961 bij Polygraphmash studio. Deze lettertypefamilie bestaat uit 6 tekensets, ieder in 2 zwaartes en 2 breedtes, maar geen cursieve sets van 'condensed', en heeft Centraal-Europese en Cyrillische tekensets.

## Varianten
- "Grad" is een variant gebaseerd op ATF Century Schoolbook.
- "Benton Modern Display italic" is een variant gebaseerd op Century Schoolbook italic.